# Пиндиково
Пи́ндиково (чув. Пилешкасси) — деревня в Козловском районе Чувашской Республики России. Входит в состав Солдыбаевского сельского поселения.

## География
Расстояние до столицы республики, города Чебоксары, составляет 90 км, до районного центра, города Козловка, — 8 км, до железнодорожной станции — 21 км. Деревня расположена вблизи устья реки Аниш. 
Часовой пояс
Деревня Пиндиково, как и вся Чувашская Республика, находится в часовой зоне МСК (московское время). Смещение применяемого времени относительно UTC составляет +3:00.
Административно-территориальная принадлежность
В составе: Яльчиковской волости Свияжского уезда, Никольской волости Чебоксарского уезда (до 1 октября 1927 года), Козловского (до 20 декабря 1962 года), Урмарского (до 14 марта 1965 года) районов. С 14 марта 1965 года деревня — вновь в составе Козловского района:219.

Сельские советы: Пиндиковский (с 1 октября 1927 года), Солдыбаевский (с 1 октября 1928 года), Дятлинский (с 14 июня 1954 года), Солдыбаевский (с 30 декабря 1976 года):219.

## История
Деревня появилась в XVIII веке как выселок деревни Инелева (ныне д. Бигильдино). Жители — до 1866 года государственные крестьяне; занимались земледелием, животноводством, ткали холсты и сукно на продажу. 20 июня 1917 года открыто земское училище, в 1920-е годы — школа 1-й ступени. В 1931 году образован колхоз «Путь Маркса». 

По состоянию на 1 мая 1981 года деревня Пиндиково Солдыбаевского сельского совета входила в состав совхоза «50 лет Октября»:89.
Религия
В конце XIX — начале XX века жители деревни Пиндикова были прихожанами Христорождественской церкви села Салдыбаево (построена в 1895 году на средства прихожан и казны; деревянная, однопрестольная в честь Рождества Христова. Закрыта в 1940 году.).

## Название
В Казанской губернии еще одно селение имело название Пиндиков — в Малокарачкинской волости Козьмодемьянского уезда. Отсюда можно предположить, что рус. название произошло от фамилии Пиндиков. Пиндик — украинская фамилия. Чув. название произошло от чув. пилеш «рябина»+касси «улица; деревня, село».— Географические названия Чувашской Республики
Исторические названия
Пандиково, Пиндиковский, Пиндикова (Пилешкасы).

## Население
| 2010 | 2012 |
| ---- | ---- |
| 270  | ↗307 |

По данным Всероссийской переписи населения 2002 года в деревне проживали 314 человек, преобладающая национальность — чуваши (98%).

## Инфраструктура
Функционирует СХПК «50 лет Октября» (по состоянию на 2010 год). Имеются клуб, магазин, торговый киоск.

### Памятники и памятные места
- Обелиск павшим в годы Великой Отечественной войны (Пиндиково, ул. Овражная, на территории Пиндиковского сельского клуба)[11].

- Памятник Никифору Мранькки[12].

## Уроженцы
Мранькка Никифор (настоящее имя Никифор Фёдорович Мораньков; 1901, Пиндиково, Казанская губерния — 1973, Чебоксары) — чувашский драматург, прозаик и сценарист, редактор; член Союза писателей СССР (с 1939 года).